# Вертелка
Вертелка (укр. Вертелка) — село в Тернопольской городской общине Тернопольского района Тернопольской области Украины.
До 2020 года входило в Зборовский район.
Код КОАТУУ — 6122684802. Население по переписи 2001 года составляло 371 человек.

## Географическое положение
Село Вертелка находится на левом берегу реки Серет,
ниже по течению на расстоянии в 2 км расположено село Кобзарёвка,
на противоположном берегу — село Городище.
На реке сделана большая запруда.

## История
- 1726 год — дата основания.

## Объекты социальной сферы
- Школа I ст.
- Клуб.

## Достопримечательности
- Братская могила советских воинов.